# Andrlův Chlum (rozhledna)
Rozhledna Andrlův Chlum, které se někdy přezdívá Stříbrná krasavice, je železná stavba na vrcholu Andrlůva chlumu (560 m n. m.) v Pardubickém kraji. Rozhledna, která se nachází v severní části katastrálního území obce Řetová v okrese Ústí nad Orlicí, je postavená na místě, kde v minulosti (1905–1918 a 1943–1954) již dvě dřevěné rozhledny stávaly. Novodobá věž byla postavena jako víceúčelová pro komunikaci a jako turistický cíl v roce 1996 a zprovozněna 19. května téhož roku. Na ochoz nacházející se ve výšce 34,6 metru lze vystoupat po 183 schodech. Je opatřena dvěma schodišti (pro výstup a sestup). Celková výška věže je pak 49,4 metru. Věž má ve správě Klub českých turistů.
Ve východočeském regionu se nachází ještě další dvě rozhledny stejného typu konstrukce i názvu „Chlum“. Jde o Chlum u Hradce Králové a Hořický chlum. Hradecká je nejvyšší – je vysoká 55,6 m a hořická se svými 41,5 m je nejnižší. Ve všech případech se jedná o základnové stanice postavené Eurotelem, nyní využívané O2 a v rámci sdílení sítě i T-Mobile.  Tato rozhledna společně s Chlumem u Hradce Králové slouží také jako televizní vysílač Multiplexu 24 DVB-T2, obě šíří mimo jiné vysílání východočeské televize V1.

## Vysílač na rozhledně

#### Televizní vysílání
Vysílač provozovaný společností Digital Broadcasting je označován jako „Ústí nad Orlicí – Andrlův Chlum“.
|        | Multiplex    | Kanál | Kmitočet | Výkon [kW] | Polarizace   |
| ------ | ------------ | ----- | -------- | ---------- | ------------ |
| DVB-T2 | Multiplex 24 | 21    | 474 MHz  | 10         | horizontální |

Na regionální pozici Multiplexu 24 zde vysílá východočeská televize V1.